# Cantone di Carmaux-1 Le Ségala
Il Cantone di Carmaux-1 Le Ségala è una divisione amministrativa dell'Arrondissement di Albi.
È stato istituito a seguito della riforma dei cantoni del 2014, che è entrata in vigore con le elezioni dipartimentali del 2015.

## Composizione
Comprende parte della città di Carmaux e i comuni di:
- Almayrac
- Andouque
- Assac
- Cadix
- Courris
- Crespin
- Crespinet
- Le Dourn
- Faussergues
- Fraissines
- Jouqueviel
- Lacapelle-Pinet
- Lédas-et-Penthiès
- Mirandol-Bourgnounac
- Montauriol
- Moularès
- Padiès
- Pampelonne
- Rosières
- Saint-Cirgue
- Saint-Grégoire
- Saint-Jean-de-Marcel
- Saint-Julien-Gaulène
- Saint-Michel-Labadié
- Sainte-Gemme
- Saussenac
- Sérénac
- Tanus
- Tréban
- Trébas
- Valderiès
- Valence-d'Albigeois